# Shaxian
Shaxian (kinesiska: 沙县区, pinyin Shāxiàn qū) är ett stadsdistrikt i Sanmings stad på prefekturnivå i provinsen Fujian i sydöstra Kina. Det ligger omkring 160 kilometer väster om provinshuvudstaden Fuzhou. 
Före februari 2021 administrerades området som ett härad med namnet Sha 沙 eller Shaxian 沙县, där xian översätts med "härad". Skrivtecknet  沙 (pinyin shā) ensamt betyder sand, och dagens kinesiska namn blir alltså "Sandhäradsdistriktet" på svenska.

## Administrativ indelning
Shaxian är indelat i två stadsdelsdistrikt, sex köpingar, fyra socknar och fyra administrativa enheter på sockennivå.
Stadsdelsdistrikt (jiedao):

- Fenggang (凤岗街道)
- Qiujiang (虬江街道)

Köpingar (zhen):

- Daluo (大洛镇)
- Fukou (富口镇)
- Gaoqiao (高桥镇)
- Gaosha (高砂镇)
- Qingzhou (青州镇)
- Xiamao (夏茂镇)

Socknar (xiang):

- Huyuan (湖源乡)
- Nanxia (南霞乡)
- Nanyang (南阳乡)
- Zhenghu (郑湖乡)

Områden på sockennivå:
- Haixi Sanming Shengtai Gongmaoqu ekologisk industri- och handelszon (海西三明生态工贸区)
- Jinguyuan Kaifaqu utvecklingszon (金古园开发区)
- Jinshayuan Kaifaqu utvecklingszon (金沙园开发区)
- Qingshan Zhiye Gongyequ pappersindustri (青山纸业工业区)